# Isola di Beau
Isola di Beau is een Nederlands televisieprogramma waarin Beau van Erven Dorens twee gasten ontvangt en interviewt in een villa op het Italiaanse eiland Sardinië. De twee gasten logeren een aantal dagen in de villa, waar gastheer Van Erven Dorens ze meeneemt op pad en de kandidaten ook onderling een band opbouwen. Gedurende de dagen worden verschillende onderwerpen aangesneden.

## Afleveringen
| Nr. | Uitzenddatum     | Gast 1              | Gast 2           | Kijkcijfers |
| --- | ---------------- | ------------------- | ---------------- | ----------- |
| 1   | 20 november 2022 | Diederik Ebbinge    | Matthijs de Ligt | 1.209.000   |
| 2   | 27 november 2022 | Monica Geuze        | Martijn Krabbé   | 967.000     |
| 3   | 4 december 2022  | Olaf Koens          | Hannah Verboom   | 878.000     |
| 4   | 11 december 2022 | Olcay Gulsen        | Michiel Vos      | 1.295.000   |
| 5   | 18 december 2022 | John van den Heuvel | Ronald Koeman    | 1.096.000   |
| 6   | 25 december 2022 | Joseph Klibansky    | Bridget Maasland | 542.000     |